# ناحیه موراویتسا
ناحیه موراویتسا (به صربی: Moravica District) یک روستا در صربستان است که در صربستان واقع شده‌است. ناحیه موراویتسا ۳٬۰۱۶ کیلومتر مربع مساحت و ۲۱۲٬۶۰۳ نفر جمعیت دارد.